# William Nicholson (político australiano)
William Nicholson (27 de febrero de 1816 - 10 de marzo de 1865) fue un político colonial australiano que se convirtió en el tercer Primer Ministro de Victoria.  Se le recuerda por haber sido llamado el "padre de la boleta" debido a su responsabilidad al presentar la boleta secreta en Victoria.
Nicholson nació en Whitehaven , Cumberland , hijo de un granjero anglicano .  A la edad de veintiséis años, en 1842, emigró a Australia, estableciendo un negocio como tendero en Melbourne .  Fue un exitoso hombre de negocios y se convirtió en el jefe de una empresa mercantil, W. Nicholson and Company.  En 1848, Nicholson fue elegido miembro del Consejo de la ciudad de Melbourne y fue alcalde de Melbourne (1850–51).  También fue director del Banco de Victoria y de varias otras compañías. 

## Carrera política
En 1852, Nicholson ganó otra elección, para el Consejo Legislativo de North Bourke .  En 1853, se convirtió en miembro del comité que redactó la Constitución de Victoria y, el 18 de diciembre de 1855, Nicholson presentó una moción que establecía que cualquier acto electoral victoriano debería incluir la votación secreta .  A este movimiento se opuso el gobierno en ese momento, bajo el Primer Ministro William Haines , y después de que se aprobara la moción, Haines renunció. 
Aunque en realidad fue Henry Chapman quien ideó la moción secreta, el hecho de que Nicholson la movió, le ganó el crédito y, cuando Haines renunció, fue invitado por el gobernador de Victoria, Sir Charles Hotham, para formar un gobierno, pero no pudo para hacerlo, y Haines se convirtió en Premier de nuevo. 
En 1856, Nicholson visitó Inglaterra , donde fue felicitado por su trabajo en el establecimiento de la votación secreta, que había sido defendida por el movimiento cartista allí.  El sistema se introdujo en Victoria el 19 de marzo de 1856 y en Australia Meridional el 2 de abril del mismo año.  Más tarde fue adoptado por todas las otras colonias.  La boleta secreta fue conocida como "la boleta victoriana" durante el resto del siglo XIX. 
Nicholson regresó a Melbourne en 1858, y en 1859 fue elegido para la Asamblea Legislativa para la sede de Murray .  Más tarde ese año, se cambió a Sandridge (ahora Port Melbourne ), que representó hasta 1864.  Cuando el gobierno conservador del primer ministro John O'Shanassy fue derrotado en octubre de 1859, Nicholson se convirtió en primer ministro y primer ministro.
Gran parte del liderazgo de Nicholson se gastó tratando de aprobar un proyecto de ley que hubiera permitido a los pequeños agricultores asentarse en las tierras de pastoreo apropiadas por los ocupantes ilegales , pero se encontró con una fuerte oposición del Consejo Legislativo, que estaba dominado por los terratenientes.  Cuando el Consejo modificó severamente el proyecto de ley, hubo disturbios fuera del Parlamento .  Esta resistencia conservadora se endureció y el proyecto de ley finalmente se aprobó en una forma mucho más débil, que los invasores fácilmente evadieron.  Este fracaso llevó a la renuncia de Nicholson en noviembre de 1860.

## Vida avanzada
Nicholson no volvió a ocupar el cargo.  Sin embargo, paralelamente a su desempeño como primer ministro de Victoria, también cumplió con los deberes de presidente de la Cámara de Comercio de Melbourne.  En 1860 también ocupó su tercer cargo, el de Secretario de la Royal Society of Victoria . 
En enero de 1864, William Nicholson se enfermó gravemente y, al no poder recuperarse por completo, murió en poco más de un año, menos de dos semanas después de su cuadragésimo noveno cumpleaños.  Fue sobrevivido por su esposa Sarah Burkitt, de soltera Fairclough, y sus cuatro hijos.  Nicholson Street , una importante arteria de tráfico de norte a sur en la moderna Melbourne, lleva su nombre. 